# Герб Арска
Исторический герб города «Арска» — герб административного центра Арского района Татарстана Российской Федерации.

## Описание и обоснование символики
Герб города Арска был Высочайше утверждён 18 октября 1781 года императрицей Екатериной II вместе с другими гербами городов Казанского наместничества (ПСЗРИ, 1781, Закон № 15260).
Подлинное описание герба города Арска гласило:
Срубленная из дубоваго лѣсу съ тремя башнями въ серебряномъ полѣ крѣпостца, каковая въ семъ городѣ в самомъ дѣлѣ и понынѣ имѣется»
В верхней части щита — герб Казанского наместничества: «Змий чёрный, под короною золотою Казанскою, крылья красные, поле белое.

## История
Первое упоминание в русских летописях о крепости Арск относится 1497 году. В 1606 году Арск стал русской крепостью.

### Высочайше утвержденный герб
В 1781 году указом Екатерины II Арск получил статус уездного города Казанского наместничества.
Герб Арска, Высочайше утверждённый в 1781 году, был составлен в департаменте Герольдии при Сенате под руководством герольдмейстера, действительного статского советника А. А. Волкова.

### Герб Кёне

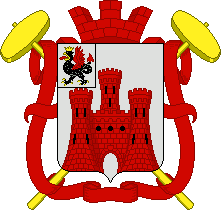
Проект герба Арска (1864 год)

В 1864 году, в период геральдической реформы Кёне, был разработан проект нового герба уездного города Арска (официально не утверждён):
"В лазоревом поле серебряное опрокинутое отвлеченное вверху острие, вершина которого соприкасается с серебряным пнистым крестом; острие обременено пурпурным контуром звёзды о десяти лучах; крест сопровожден в лазури двумя золотыми пчелами: по одной с каждой стороны".

### Советское время
В советский период герб Арска (1781 года) не использовался.
В 1926 году Арск стал селом. В 1938 году был преобразован в посёлком городского типа, в 2008 году снова получил статус города.

### Новое время
В 1995 году был выпущен сувенирный значок с видоизмененным историческим гербом Арска. Проект имел следующий вид: «В серебряном щите на зелёной оконечности срубленная деревянная золотая крепость с тремя зубчатыми башнями и черным входом. В вольной части щита герб республики Татарстан».
В постсоветский период решения о возрождении или восстановлении исторического герба города в качестве официального символа Арска, городскими властями не принимались.

### Герб района

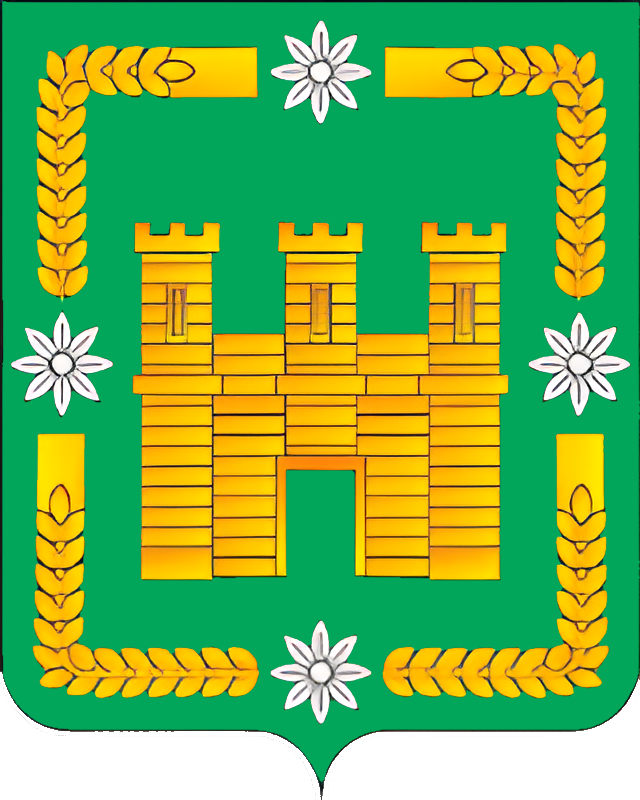
Герб Арского района (2006 год)

17 марта 2006 года решением Арского районного Совета был утверждён герб Арского муниципального района.
За основу герба Арского муниципального района был взят исторический герб уездного города Арска (1781 года).